# 街口街道
街口街道是中华人民共和国广东省广州市从化区下辖的一个街道办事处，是从化区政府所在地。位于从化区中南部，东南面与江埔街道、太平镇接壤，西北面与城郊街道为邻。辖7个村委会、21个社区居委会，面积21.84平方千米，人口约11万人。街口历史悠久，明朝弘治七年（1494年），街口已是从化的县城的所在地。

## 得名由来
明弘治七年（1494）成为从化县城。清康熙末年，因城门经常关闭，人们只能集市于东门通济街口，渐成圩集，俗称街口圩，“街口”之名由此而来。

## 行政区划
街口街道下辖以下地区：
新城社区、城内社区、东成社区、新村社区、西宁社区、中田社区、凤仪社区、府前社区、镇安社区、育宁社区、荔苑社区、青云社区、城西社区、碧溪社区、逸泉社区、团星村、城南村、街口社区、雄锋社区、赤草村、大凹村、石潭村、沙贝村和城郊村。

## 交通

### 地铁
█广州地铁14号线：赤草站